# Холмы (Ростовская область)
Холмы́ — посёлок в Тарасовском районе Ростовской области.
Входит в состав Красновского сельского поселения.

## История
В 1987 году указом Президиума Верховного Совета РСФСР Посёлку первого отделения Тарасовского зерносовхоза присвоено наименование Холмы.

## Население
| 2010 |
| ---- |
| 19   |

## Улицы
В пос`лке имеются две улицы — Гниловская и Пролетарская.